# ريتشارد سميث (كاهن كاثوليكي)
ريتشارد سميث (بالإنجليزية: Richard William Smith)‏ (و. 1959  م) هو كاهن كاثوليكي كندي، ولد في هاليفاكس.

## مناصب
تولى منصب رئيس الاساقفة
- أسقف كاثوليكي.

## التعليم
تعلم في الجامعة الغريغورية الحبرية.